# روبرت كينيدي (لاعب هوكي الحقل)
روبرت كينيدي (بالإنجليزية: Robert Kennedy)‏ (و. 1880 – 1963 م) هو لاعب هوكي الحقل أيرلندي، شارك في الألعاب الأولمبية الصيفية 1908، توفي عن عمر يناهز 83 عاماً.

## روابط خارجية
- روبرت كينيدي على موقع أوليمبيديا (الإنجليزية)